# 1999-es magyar fedett pályás atlétikai bajnokság
Az 1999-es magyar fedett pályás atlétikai bajnokság a 26. bajnokság volt. A gyaloglást február 6-án rendezték meg a Budapest Sportcsarnokban. A többpróba számait január 29–30-án tartották az Olimpiai Csarnokban.

## Eredmények

### Férfiak
| Versenyszám     | Arany                                                           | Arany   | Ezüst                                                                | Ezüst   | Bronz                                                          | Bronz                               |
| --------------- | --------------------------------------------------------------- | ------- | -------------------------------------------------------------------- | ------- | -------------------------------------------------------------- | ----------------------------------- |
| 60 m            | Dobos Gábor Bp. Honvéd                                          | 6,67    | Kovács Viktor Újpesti TE                                             | 6,70    | Németh Roland Soproni SI                                       | 6,72                                |
| 200 m           | Németh Roland Soproni SI                                        | 21,37   | Szeglet Zsolt Győri Dózsa                                            | 21,60   | Kilvinger Attila Favorit                                       | 21,65                               |
| 400 m           | Szeglet Zsolt Győri Dózsa                                       | 48,30   | Dombi Zétény Bp. Honvéd                                              | 48,60   | Bella Attila Zalaegerszegi AC                                  | 49,22                               |
| 800 m           | Korányi Balázs Alba Regia AK                                    | 1:51:58 | Igaz Bálint TFSE                                                     | 1:55,19 | Kaldenecker Ákos VEDAC                                         | 1:55,41                             |
| 1500 m          | Békési Ferenc Alba Regia AK                                     | 3:51,92 | Muhari Gábor VEDAC                                                   | 3:57,29 | Varga Károly Debreceni MTE-DSI                                 | 4:01,70                             |
| 3000 m          | Szemán János VEDAC                                              | 8:32,28 | Oláh Roland Alba Regia AK                                            | 8:36,08 | Békési Ferenc Alba Regia AK                                    | 8:36,66                             |
| 4 x 360 m       | Veres Ferenc Szabó Dénes Munkácsi Sándor Szabó Dezső Újpesti TE | 3:02,42 | Bertha Szabolcs Bakonyi Balázs Kaldenecker Ákos Konkoly Miklós VEDAC | 3:04,87 | Szeglet Zsolt Varga Antal Nyári Tamás Szalai Zsolt Győri Dózsa | 3:05,13                             |
| 60 m gát        | Kovács Balázs VEDAC                                             | 7,77    | Palágyi Gergely Vasas                                                | 7,89    | Munkácsi Sándor Újpesti TE                                     | 8,01                                |
| 35 km gyaloglás | Urbanik Sándor Békéscsabai AC                                   | 2:32:30 | Czukor Zoltán Pécsi VSK                                              | 2:41:46 | Dudás Gyula Szegedi VSE                                        | 2:44:06                             |
| magasugrás      | Somogyi János BEAC                                              | 210 cm  | Szórád Rajmund Csepel SC                                             | 210 cm  | Akácz Zoltán Tiszaújváros                                      | 205 cm                              |
| rúdugrás        | Bagyula István Csepel SC                                        | 570 cm  | László Ferenc Bp. Honvéd                                             | 520 cm  | Szabó Dezső Újpesti TE                                         | 500 cm                              |
| távolugrás      | Ordina Tibor Ferencvárosi TC                                    | 764 cm  | Margl Tamás TFSE                                                     | 737 cm  | Babicz Pál Tatabányai SC                                       | 717 cm                              |
| hármasugrás     | Ordina Tibor Ferencvárosi TC                                    | 16,27 m | Dömötör Balázs Újpesti TE                                            | 15,95 m | Szabó Ambrus TFSE                                              | 15,94 m                             |
| súlylökés       | Pintér Attila Ikarus                                            | 18,72 m | Kiss Szilárd Dobó SE                                                 | 17,48 m | Bognár Szabolcs Dobó SE                                        | 16,98 m                             |
| hétpróba        | Kürtösi Zsolt Kaposvári Építők                                  | 5773    | Kovács Viktor Bp. Honvéd                                             | 5355    | Több értékelhető versenyző nem volt                            | Több értékelhető versenyző nem volt |

### Nők
| Versenyszám     | Arany                                                                | Arany   | Ezüst                                                                   | Ezüst   | Bronz                                                               | Bronz   |
| --------------- | -------------------------------------------------------------------- | ------- | ----------------------------------------------------------------------- | ------- | ------------------------------------------------------------------- | ------- |
| 60 m            | Barati Éva Bp. Honvéd                                                | 7,45    | Szakács Enikő Bp. Honvéd                                                | 7,60    | Weber Kinga TFSE                                                    | 7,66    |
| 200 m           | Kun Alice Békéscsabai AC                                             | 24,69   | Barati Éva Bp. Honvéd                                                   | 24,83   | Weber Kinga TFSE                                                    | 24,84   |
| 400 m           | Bori Annamária Bp. Honvéd                                            | 55,31   | Balazsic Renáta Zalaegerszegi AC                                        | 55,62   | Ray Szilvia Zalaegerszegi AC                                        | 55,62   |
| 800 m           | Varga Judit Haladás                                                  | 2:07,00 | Mészáros Krisztina Újpesti TE                                           | 2:07,76 | Csendes Ildikó Békéscsabai AC                                       | 2:09,60 |
| 1500 m          | Csizi Réka Kaposvári Építők                                          | 4:22,12 | Csendes Ildikó Békéscsabai AC                                           | 4:23,69 | Mészáros Krisztina Újpesti TE                                       | 4:37,02 |
| 3000 m          | Csizi Réka Kaposvári Építők                                          | 9:21,40 | Tóth Mónika Kaposvári Építők                                            | 9:46,89 | Teveli Zsanett Újpesti TE                                           | 9:56,31 |
| 60 m gát        | Bálint Zita Csepel                                                   | 8,25    | Hrabovszky Tünde ELTE TK                                                | 8,62    | Ray Szilvia Zalaegerszegi AC                                        | 8,66    |
| 20 km gyaloglás | Szebenszky Anikó Debreceni MTE                                       | 1:34:51 | Rosza Mária Békéscsabai AC                                              | 1:35:30 | Szuromi Karin Margitszigeti AC                                      | 1:48:37 |
| 4 x 360 m       | Barati Éva Bori Annamária Szakács Enikő Terestyényi Tünde Bp. Honvéd | 3:23,84 | Kálmán Eszter Balazsic Renáta Gróf Andrea Ray Szilvia Zalaegerszegi bAC | 3:24,13 | Járay Melinda Dudás Eszter Martinek Adrienn Varga Judit Haladás VSE | 3:35,85 |
| magasugrás      | Fazekas Erzsébet PSAC                                                | 185 cm  | Ináncsi Rita Bp. Honvéd                                                 | 178 cm  | Balogh Bettina Solnoki VSI                                          | 178 cm  |
| rúdugrás        | Vaszi Tünde Bp. Honvéd                                               | 400 cm  | Donáth Katalin Újpesti TE                                               | 400 cm  | Juhász Fanni Újpesti TE                                             | 380 cm  |
| távolugrás      | Vaszi Tünde Bp. Honvéd                                               | 669 cm  | Ajkler Zita SKDASE                                                      | 648 cm  | Kiss Enikő Pécsi AC                                                 | 594 cm  |
| hármasugrás     | Bálint Zita Csepel SC                                                | 13,54 m | Ajkler Zita SKDASE                                                      | 13,01 m | Abiwu Beatrix Szolnoki MÁV                                          | 12,97 m |
| súlylökés       | Kürti Éva Nyíregyházi SI-NYVSC                                       | 15,13 m | Ináncsi Rita Bp. Honvéd                                                 | 14,77 m | Kovács Réka Kaposvári Építők                                        | 13,85 m |
| ötpróba         | Kiss Enikő Pécsi AC                                                  | 3790    | Hrabovszky Tünde ELTE TK                                                | 3506    | Soós Eszter Haladás VSE                                             | 3503    |